# Arthur Wynn
 (novembre 2010).
Si vous disposez d'ouvrages ou d'articles de référence ou si vous connaissez des sites web de qualité traitant du thème abordé ici, merci de compléter l'article en donnant les références utiles à sa vérifiabilité et en les liant à la section « Notes et références ».
Arthur Henry Ashford Wynn, né le 22 janvier 1910 et mort le 24 septembre 2001, est un haut fonctionnaire britannique qui recruta des espions anglais pour le compte de l'URSS, sous le nom d'Agent Scott.

## Biographie
Arthur Wynn est le fils d'un professeur de médecine. Il fait ses études secondaires à la Oundle School, puis étudie les sciences naturelles et les mathématiques au Trinity College de Cambridge. Wynn se trouve en Allemagne lorsque Hitler accède au pouvoir. Il fait un mariage blanc avec la communiste allemande Lieschen Ostrowski pour qu'elle puisse quitter son pays. Il retourne en Angleterre, dissout son mariage et s'inscrit à Oxford. Il y fait la connaissance de Peggy Noxon, membre du parti communiste de Grande-Bretagne, auquel il adhère lui-aussi. Ils se marient en 1938 et auront trois fils et une fille. Wynn termine ses études au Lincoln's Inn pour s'inscrire au barreau, ce qui est chose faite en 1939.
Wynn travaille chez A.C. Cossor Ltd, compagnie spécialisée en électronique, pendant la guerre. Il accède aux dernières techniques, comme celles utilisées par le Royal Air Force Bomber Command, ainsi qu'à des projets de navigation aérienne et aux premiers radars.
Il se tourne après la guerre vers le secteur minier, car il est touché par la situation critique des régions minières qui subissent plusieurs catastrophes après-guerre. Il est directeur d'études pour la sécurité des mines, lorsque le secteur est nationalisé en 1948, au ministère de l'énergie (appelé alors Ministry of Fuel and Power). Il est membre scientifique du comité national du charbon (National Coal Board) de 1955 à 1965, puis haut fonctionnaire au ministère de la technologie, dirigé par Tony Benn. Il prend sa retraite en 1971.
Il continue de publier des brochures et des articles, en particulier avec sa femme, dans le domaine de la recherche socio-médicale, notamment celui de la nutrition. Leurs articles et leurs publications sont largement commentés. Ils permettent à des hommes politiques d'étoffer leurs programmes sociaux. Wynn entre en relation avec le député conservateur Peter Bottomley. Le parlementaire conservateur Keith Joseph s'inspire d'un article de Wynn dans un discours de 1975 à propos du Child Poverty Action Group, contre la précarité et l'exclusion de l'enfance démunie. Margaret Thatcher s'oppose à son interprétation[pas clair] et brigue seule la tête du parti conservateur.

## L'agent Scott
Le nom d'agent Scott apparaît pour la première fois dans les archives du renseignement soviétique en octobre 1936. Nigel West raconte dans son livre The Crown Jewels (Les Bijoux de la couronne), paru en 1988, qu'Edith Tudor-Hart avait rapporté à ses officiers traitants du NKVD basés à Londres qu'elle avait recruté cette année-là un second Sohnschen. Un noyau d'étudiants brillants se crée à cette époque à Oxford, comme à Cambridge, dans lequel  l'idéologie marxiste s'enracine, alors que les dictatures s'installent en Europe continentale. Le rapport envoyé à Moscou fait état de ses espoirs pour ce groupe qui aurait dû être (il ne le sera pas) plus influent que celui de Cambridge. Le réseau de Londres ne fonctionne plus pendant les purges staliniennes. Il semble que Wynn ait maintenu le contact : l'agent Scott procède à des recrutements en 1941. Un article du Times du 12 mai 2009 certifie que Wynn aurait recruté alors un futur député travailliste, un futur conservateur du Victoria and Albert Museum, aujourd'hui disparu et un professeur à Oxford.
L'existence de cet agent Scott est révélée au grand jour, lorsque l'accès aux archives du KGB est rendu libre aux chercheurs en 1992. Les historiens John Earl Haynes et Harvey Klehr, ainsi que l'ancien officier du KGB et historien, Alexandre Vassiliev, exposent la double vie de Wynn dans des articles du Weekly Standard.
Le KGB refuse en 1992 de livrer le nom de l'agent Scott, ce qui provoque de nombreuses spéculations dans les médias qui évoquent un ancien d'Eton, écossais et membre du Foreign Office. Arthur Wynn n'était rien de tout cela. Il serait peut-être l'ancien diplomate Sir David Scott Fox ; ou  l'ancien président de Sotheby's, Sir Peter Wilson.
Alexandre Vassiliev, devenu écrivain, révèle qu'une note de juillet 1941 de Pavel Fitine, à la tête du contre-espionnage soviétique pendant la guerre, adressée à Vsevolod Merkoulov, chef du KGB, identifie l'agent Scott comme étant Arthur Wynn. Cette note précise aussi que Theodore Maly, Hongrois travaillant aux recrutements du NKVD et l'Autrichienne Edith Tudor-Hart avaient recruté Wynn en 1934, ainsi que Kim Philby.